# Brandon Paiber
Brandon Diego Paiber (ur. 5 czerwca 1995 w Pilar) – maltański piłkarz argentyńskiego pochodzenia grający na pozycji pomocnika w Floriana FC.

## Kariera klubowa
Jest wychowankiem Club Comunicaciones, następnie grał w Clube Atlético Fénix. W 2015 roku trafił do Atlético Pilar, które w maju tegoż roku połączyło się z Social Obrero, w wyniku czego powstał klub Pilar Obrero. Latem 2016 przeszedł do Defensores Salto. W styczniu 2017 przeszedł do Ħamrun Spartans FC. W nowym klubie zadebiutował 22 stycznia 2017 w wygranym 3:0 meczu z Mosta FC, w którym strzelił gola. We wrześniu tegoż roku opuścił maltański klub i wrócił do Club Comunicaciones. Latem 2018 trafił do St. Lucia FC, z którego w styczniu 2019 został wypożyczony do Floriana FC. W maju tegoż roku został wykupiony przez ten klub.

## Kariera reprezentacyjna
W reprezentacji Malty zadebiutował 15 listopada 2019 w przegranym 0:7 meczu z Hiszpanią.

## Życie osobiste
Jego ojcem jest były argentyński piłkarz Cesar Paiber, a matka jest Maltanką.